# Young (Río Negro)
Young é uma cidade do Uruguai localizada no Departamento de Río Negro.